# Huck and Tom
Huck and Tom er en amerikansk stumfilm fra 1918 af William Desmond Taylor.

## Medvirkende
- Jack Pickford som Tom Sawyer
- Robert Gordon som Huckleberry Finn
- George Hackathorne som Sid Sawyer
- Alice Marvin som Mary Sawyer
- Edythe Chapman som Tante Polly